# Bunker Museum IJmuiden

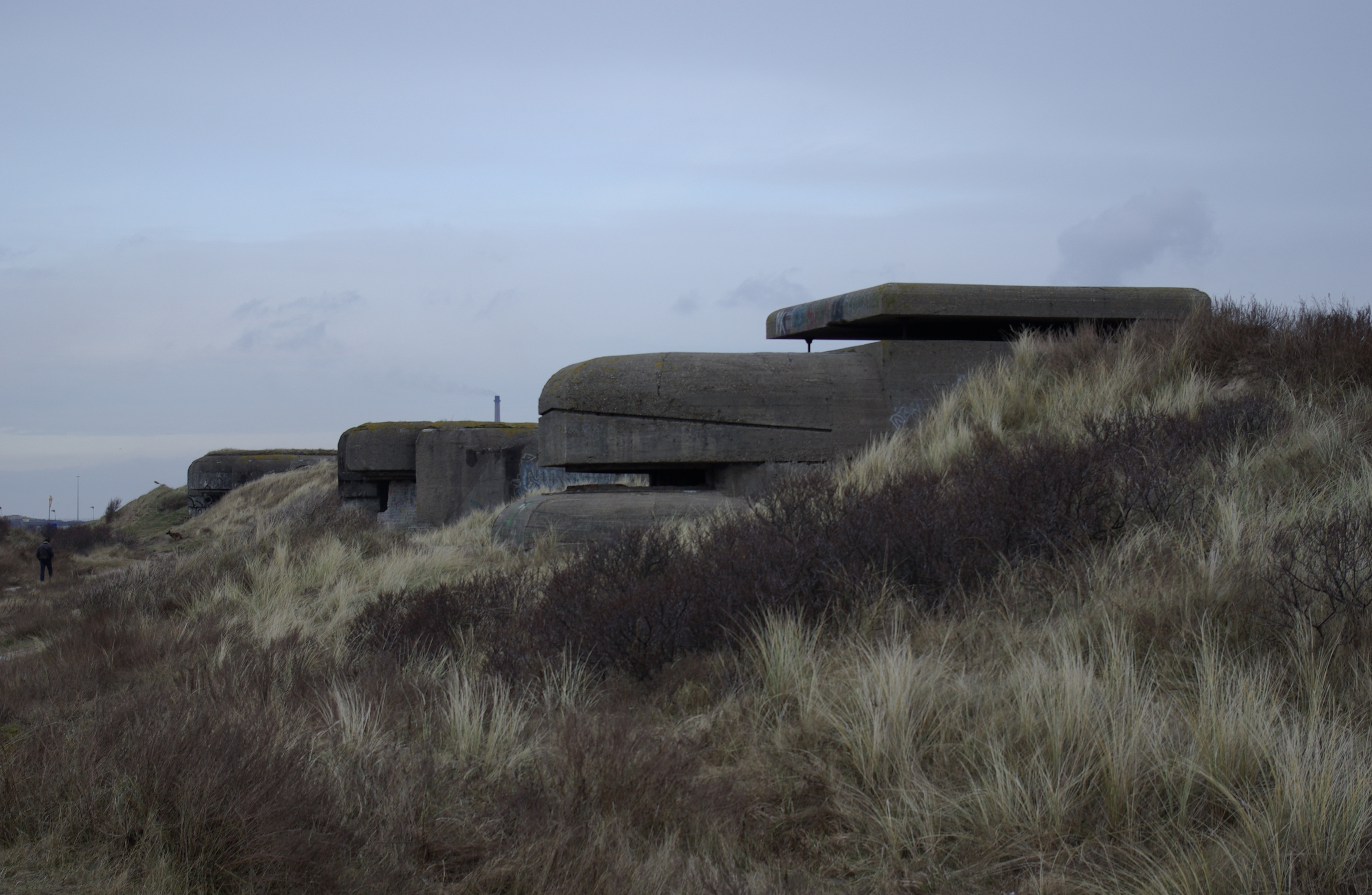
Marine Kustbatterij Heerenduin.

Het Bunker Museum IJmuiden is een oorlogsmuseum in het recreatiegebied IJmuiden aan Zee in de Noord-Hollandse plaats IJmuiden, dat in 2005 zijn deuren opende. Het is gevestigd in manschappenbunkers die behoren tot de Marine Kustbatterij Heerenduin, een Duits bunkercomplex uit de Tweede Wereldoorlog. Het museum wordt beheerd door de Stichting WN2000.

## Geschiedenis en toekomst
In september 2005 opende het museum voor het eerst zijn deuren. Eén bunker werd toen als expositieruimte in gebruik genomen. In het voorjaar van 2006 werd het museum uitgebreid met een tweede bunker. Sinds het voorjaar van 2009 vormt een derde bunker de entree van het museum. Na de zomer van 2009 werd het museum omgevormd tot een openluchtmuseum door in de duinen, die grenzen aan het museum, loopgraven aan te leggen. Bij deze uitbreiding werden bovendien nog eens twee bunkers en een voormalige zoeklichtremise aan het museum toegevoegd. Via de loopgraaf, die deels overdekt is, zijn alle museumbunkers met elkaar verbonden. Een andere uitbreiding is het wrak van een Duitse mini-onderzeeër, een Seehund, die sinds 2014 op het middenterrein wordt geëxposeerd. Bovendien worden er op het buitenterrein verschillende typen strandversperringen getoond.
Het museum krijgt geen subsidie en is afhankelijk van bijdragen van donateurs en bezoekers.

## De bunkers

### Museumbunker A

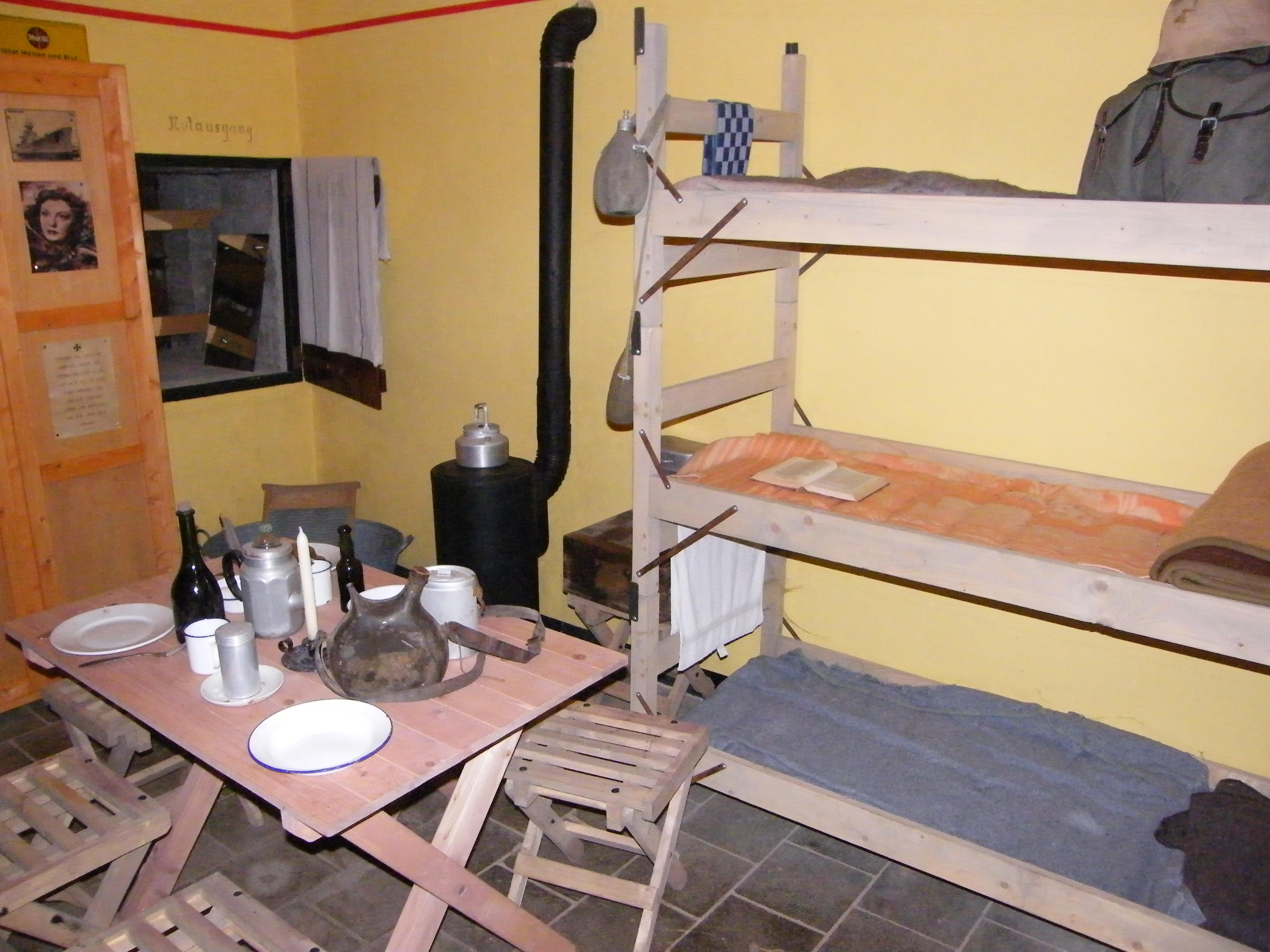
Bunker Museum IJmuiden, Museumbunker A, ruimte 2 - Manschappenverblijf

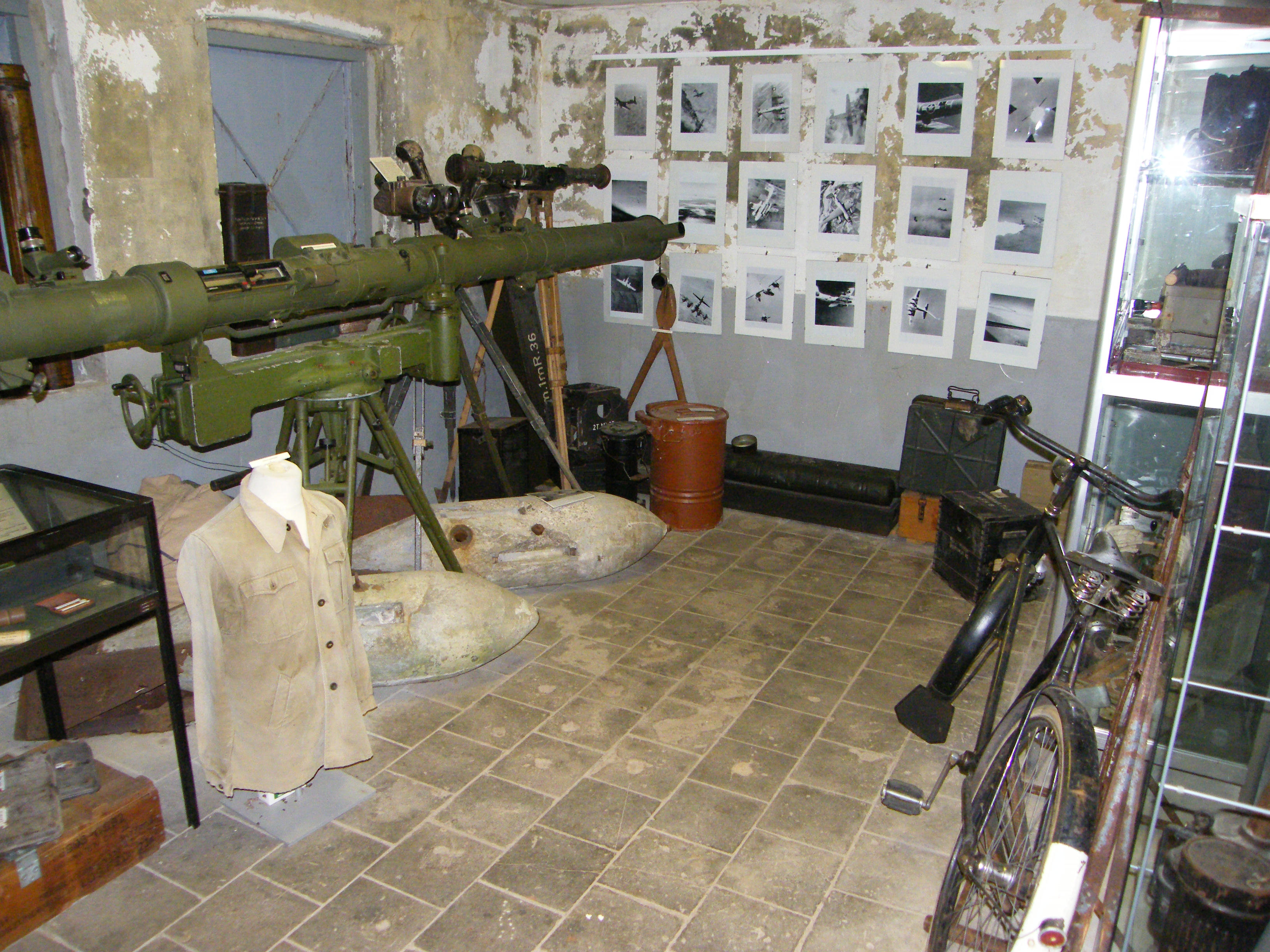
Bunker Museum IJmuiden, Museumbunker B, ruimte 1 - Optische instrumenten

Deze bunker, die in Tweede Wereldoorlog plaats bood aan twaalf manschappen en twee officieren, bestaat uit vier ruimtes. In een van de ruimtes worden Duitse (militaire) gebruiksvoorwerpen getoond, terwijl in een andere ruimte Nederlandse gebruiksvoorwerpen te zien zijn, zoals deze tijdens de oorlog in menig huishouden waren te vinden. De inrichting van de derde ruimte komt overeen met de oorspronkelijke functie: die van slaapruimte voor de Duitse manschappen. De vierde en tevens kleinste ruimte is een reconstructie van hoe het kantoor van een Duitse officier in een bunker eruit kan hebben gezien.

### Museumbunker B
Deze bunker is van hetzelfde type als museumbunker A. In de grootste ruimte staan instrumenten opgesteld die van belang waren voor het zoeken naar en richten op doelen voor het in de duinen opgestelde geschut. Zo zijn hier een optische afstandsmeter te zien, een zoeklicht en een apparaat waarmee op een luchtdoelbatterij de ontstekingen van de luchtdoelgranaten werden ingesteld. De tweede ruimte is gewijd aan de geschiedenis van de Duitse mini-onderzeeër Seehund. De derde ruimte herbergt bodemvondsten en allerlei giften van bezoekers. De vierde ruimte wordt gebruikt voor regelmatig wisselende exposities.

### Museumbunker C
Deze bunker is aan het begin van het seizoen 2014 door het museum in gebruik genomen. Ook dit is een voormalige manschappenbunker, maar met een volledige andere indeling dan de andere museumbunkers. Deze bunker is uitgebreid met drie zeecontainers. In deze containers is het Seehundpaviljoen ondergebracht.

### Entreebunker, Museumbunker D
Deze bunker is aan het begin van het seizoen 2009 door het museum in gebruik genomen. Ook dit is een voormalige manschappenbunker, maar met een volledige andere indeling dan de beide andere museumbunkers. Zo heeft de entreebunker twee toegangen, waarvan de ene toegang nu wordt gebruikt als hoofdingang van het museum, en de andere als uitgang naar de rest van het museum. In deze bunker bevinden zich de kassa en de museumwinkel, een educatorium (ruimte voor lezingen) en een tweetal diorama’s. Naast entreebunker doet deze bunker ook dienst als startpunt voor bunkerrondleidingen.

### Museumbunker E
Hier wordt nog hard aan gewerkt. Deze bunker is van hetzelfde type als museumbunker A

### Museumbunker F
In deze bunker zijn enkele bijzonder mooie fresco's te bewonderen. De bunker diende ooit als onderkomen voor de bemanning van een 2 cm Flak geschut. Dit geschut stond naast deze bunker opgesteld in een geschutsbedding.

### Vuurleidingsbunker M178
De vuurleidingsbunker van Kustbatterij Heerenduin van het type M178 is eind 2007 uitgegraven en toegevoegd aan de door de Stichting WN2000 beheerde bunkers. Deze bunker is onderdeel van het Bunker Museum IJmuiden.

### Machinebunker M183
De vergunningen voor het gebruik van deze bunker zijn verstrekt. Echter ontbreekt het de stichting aan tijd en middelen.

### Commandobunkers 117
De vergunningen voor het gebruik van deze bunkers zijn verstrekt. Echter ontbreekt het de stichting aan tijd en middelen.

## Trivia
- De vuurleidingsbunker M178 en aanliggende geschutsbunkers zijn in de film Soldaat van Oranje te zien, wanneer het verzet foto's maakt van Duitse bunkers.
- Door zijn vorm staat de M178 in de IJmuidense volksmond al sinds jaar en dag bekend als Autobunker.
- Eén bunker op het museumterrein wordt gebruikt voor opslag. Deze bunker is voordat hij in gebruik werd genomen ooit volledig uitgebrand, en wordt daarom door de vrijwilligers van het Bunker Museum Rookbunker genoemd.
- De entreebunker wordt door zijn ligging aan de Badweg ook wel Badwegbunker genoemd.